# Monte Maggiore (Puglia)
Il Monte Maggiore è una modesta altura del Subappennino dauno (nel territorio comunale di Ascoli Satriano, in provincia di Foggia) situata a un'altitudine di 261 m s.l.m.; è posto a breve distanza dalla riva sinistra del fiume Ofanto, che segna il confine tra Puglia e Basilicata. Non deve essere confuso con l'omonimo monte situato nella stessa provincia di Foggia, ma localizzato nella media valle del Cervaro, in territorio comunale di Orsara di Puglia.
Il colle si erge in una landa isolata, lontana da qualsiasi centro abitato, in prossimità dei tratturi utilizzati fin dall'antichità durante la transumanza degli armenti. Nei pressi insiste la Torre Alemanna, un complesso monumentale risalente al XIII secolo, situato presso il Borgo Libertà, frazione di Cerignola.

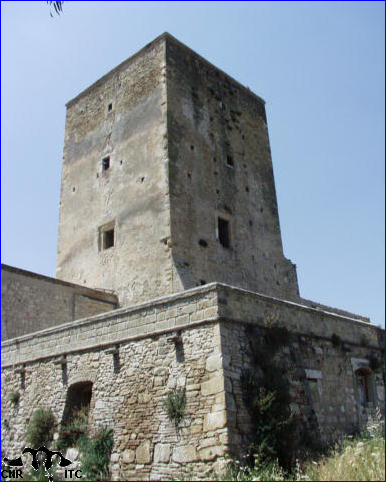
Veduta della Torre Alemanna, a breve distanza dal Monte Maggiore

Il Monte Maggiore è stato reso famoso dalla battaglia di Montemaggiore, combattuta il 4 maggio 1041, la seconda delle grandi battaglie campali nell'Apulia, combattute dai Bizantini contro gli alleati Normanni e Longobardi. Ancora una volta i Normanni sconfiggevano i Bizantini mentre il catepano Michele riparava a Bari.